# Epsilon Scorpii
Epsilon Scorpii (Larawag, ε Sco) – jedna z jaśniejszych gwiazd w gwiazdozbiorze Skorpiona (wielkość gwiazdowa: 2,29m). Odległa od Słońca o około 64 lat świetlnych.

## Nazwa
Gwiazda nie ma nazwy własnej w tradycji arabskiej i europejskiej, ale Aborygeni australijscy z ludu Wardaman znają ją pod nazwą Larawag. Patrick Moore przypisał jej nazwę Wei (chiń. 尾; pinyin Wěi; dosł. „ogon”), jednak ta oryginalnie odnosiła się do chińskiej stacji księżycowej, asteryzmu tworzonego przez dziewięć gwiazd „ogona” Skorpiona. Międzynarodowa Unia Astronomiczna w 2017 roku formalnie zatwierdziła użycie nazwy Larawag dla określenia tej gwiazdy.

## Charakterystyka
Jest to pomarańczowy olbrzym, gwiazda należąca do typu widmowego K1. Jej wielkość absolutna to 0,84m. Właściwości fizyczne gwiazdy nie są dobrze znane, jako że pomiary dają rozbieżne wyniki. Jej temperatura to około 4400 K, a jasność jest 72 razy większa niż jasność Słońca. Promień gwiazdy, znany dzięki pomiarowi jej średnicy kątowej, to 13 R☉, a masa mieści się w zakresie od 1 do 1,5 masy Słońca. Wykazuje pewną zmienność blasku, o około 10%, bez wyznaczonego okresu. Także jej stan ewolucyjny jest niepewny: może zwiększać jasność po zakończeniu syntezy wodoru w hel, ale też zmniejszać ją po zainicjowaniu syntezy helu w węgiel i tlen, bądź zwiększać ponownie po zakończeniu tego etapu. Obraca się powoli wokół osi, są przesłanki za tym, że traci masę poprzez szybki wiatr gwiazdowy. Gwiazda ma duży ruch własny, jej prędkość względem Słońca jest 3–4 razy większa niż u sąsiednich gwiazd cienkiego dysku galaktycznego, co wskazuje, że pochodzi z populacji gwiazd grubego dysku, obszaru przejściowego z galaktycznym halo.